# Campeonato Mundial de Ginástica Artística de 2001 - Resultados femininos
Os resultados femininos no Campeonato Mundial de Ginástica Artística de 2001 somaram dezoito medalhas nas seis provas disputadas.

## Resultados

### Equipes
Finais
| Pos.              | País           | Pts     |
| ----------------- | -------------- | ------- |
| Medalha de ouro   | Roménia        | 110,209 |
| Medalha de prata  | Rússia         | 109,023 |
| Medalha de bronze | Estados Unidos | 108,514 |
| 4                 | Espanha        | 106,578 |
| 5                 | Países Baixos  | 106,495 |
| 6                 | Ucrânia        | 104,316 |
| 7                 | Austrália      | 102,877 |
| 8                 | Alemanha       | 102,848 |

### Individual geral
Finais
| Pos.              | País           | Ginasta             | Pontos |
| ----------------- | -------------- | ------------------- | ------ |
| Medalha de ouro   | Rússia         | Svetlana Khorkina   | 37,317 |
| Medalha de prata  | Rússia         | Natalia Ziganshina  | 37,305 |
| Medalha de bronze | Roménia        | Andreea Raducan     | 36,949 |
| 4                 | Brasil         | Daniele Hypólito    | 36,905 |
| 5                 | Estados Unidos | Tasha Schwikert     | 36,881 |
| 6                 | Roménia        | Sabina Cojocar      | 36,780 |
| 7                 | Estados Unidos | Tabitha Yim         | 36,680 |
| 8                 | Espanha        | Sara Moro           | 36,662 |
| 9                 | Países Baixos  | Verona van der Leur | 36,393 |
| 10                | China          | Sun Xiaojiao        | 36,292 |
| 11                | Roménia        | Silvia Stroescu     | 36,218 |
| 12                | Espanha        | Marta Cusido        | 35,917 |
| 13                | Países Baixos  | Gabrielle Wammes    | 35,848 |
| 14                | Reino Unido    | Holly Murdock       | 35,542 |
| 15                | Bulgária       | Eugenia Kuznetsova  | 35,374 |
| 16                | Canadá         | Kate Richardson     | 35,292 |
| 17                | Espanha        | Elena Gomez         | 35,280 |
| 18                | Estados Unidos | Mohini Bhardwaj     | 35,036 |
| 19                | Uzbequistão    | Oksana Chusovitina  | 35,023 |
| 20                | Ucrânia        | Alona Kvasha        | 34,961 |
| 21                | Ucrânia        | Olga Roschupkina    | 34,955 |
| 22                | Austrália      | Allana Slater       | 34,942 |
| 23                | França         | Delphine Regease    | 34,924 |
| 24                | Reino Unido    | Elizabeth Tweddle   | 34,892 |

| Pos.             | País           | Ginasta             | Pts   |
| ---------------- | -------------- | ------------------- | ----- |
| Medalha de ouro  | Rússia         | Svetlana Khorkina   | 9,412 |
| Medalha de prata | Uzbequistão    | Oksana Chusovitina  | 9,349 |
| Medalha de ouro  | Roménia        | Andreea Raducan     | 9,243 |
| 4                | Chéquia        | Jana Komrskova      | 9,206 |
| 5                | Roménia        | Andrea Ulmeanu      | 9,118 |
| 6                | Países Baixos  | Verona van der Leur | 9,112 |
| 7                | Estados Unidos | Mohini Bhardwaj     | 9,037 |
| 8                | Estados Unidos | Ashley Miles        | 8,768 |

| Pos.              | País           | Ginasta             | Pts   |
| ----------------- | -------------- | ------------------- | ----- |
| Medalha de ouro   | Rússia         | Svetlana Khorkina   | 9,437 |
| Medalha de prata  | Países Baixos  | Renske Endel        | 9,425 |
| Medalha de bronze | Estados Unidos | Katie Heenan        | 9,212 |
| 4                 | Espanha        | Sara Moro           | 8,850 |
| 5                 | Bielorrússia   | Tatiana Zharhanova  | 8,825 |
| 6                 | Rússia         | Lyudmila Ezhova     | 8,625 |
| 6                 | Austrália      | Jacqui Dunn         | 8,625 |
| 8                 | Países Baixos  | Verona van der Leur | 8,412 |

| Pos.              | País           | Ginasta         | Pts   |
| ----------------- | -------------- | --------------- | ----- |
| Medalha de ouro   | Roménia        | Andreea Raducan | 9,662 |
| Medalha de prata  | Rússia         | Lyudmila Ezhova | 9,650 |
| Medalha de bronze | China          | Sun Xiaojiao    | 9,575 |
| 4                 | Roménia        | Sabina Cojocar  | 9,475 |
| 5                 | Estados Unidos | Tasha Schwikert | 9,350 |
| 6                 | Espanha        | Elena Gomez     | 9,025 |
| 7                 | Espanha        | Esther Moya     | 8,975 |
| 8                 | Estados Unidos | Rachel Tidd     | 8,375 |

| Pos.              | País           | Ginasta           | Pts   |
| ----------------- | -------------- | ----------------- | ----- |
| Medalha de ouro   | Roménia        | Andreea Raducan   | 9,550 |
| Medalha de prata  | Brasil         | Daniele Hypólito  | 9,487 |
| Medalha de bronze | Rússia         | Svetlana Khorkina | 9,375 |
| 4                 | Austrália      | Allana Slater     | 9,337 |
| 5                 | Brasil         | Daiane dos Santos | 9,325 |
| 6                 | Estados Unidos | Tabitha Yim       | 9,187 |
| 7                 | Roménia        | Silvia Stroescu   | 9,012 |
| 8                 | Estados Unidos | Tasha Schwikert   | 8,900 |